# Quercus lodicosa
Quercus lodicosa är en bokväxtart som beskrevs av O.E.Warb. och Edmund Frederic Warburg. Quercus lodicosa ingår i släktet ekar, och familjen bokväxter. Inga underarter finns listade.